# Лафионе (Бари)
Лафионе (итал. Laffione) је насеље у Италији у округу Бари, региону Апулија.
Према процени из 2011. у насељу је живело 49 становника. Насеље се налази на надморској висини од 205 м.